# Jachenau
Jachenau ist eine Gemeinde im oberbayerischen Landkreis Bad Tölz-Wolfratshausen.
Nach der Gemeindegebietsreform 1975 ist Jachenau mit 787 Einwohnern der Bevölkerungszahl nach die kleinste Einheitsgemeinde, d. h. Gemeinde mit eigener Verwaltung, in Bayern. Jachenau ist seit 1975 ein staatlich anerkannter Erholungsort, der sich als „Jachenau das Sonnental“ dem „sanften Tourismus“ verpflichtet fühlt.

## Geographie

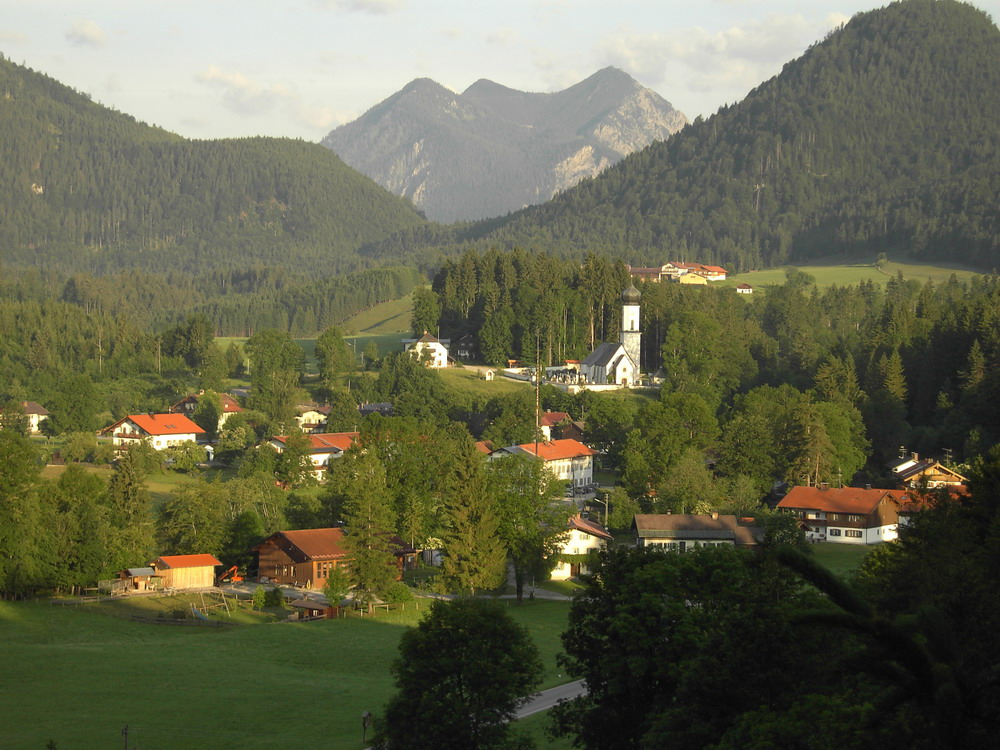
Der Gemeindeteil Dorf der Jachenau am frühen Morgen vor dem Herzogstand

### Lage
Jachenau liegt 80 km südlich von München, zwischen Bad Tölz und Garmisch-Partenkirchen, in den Bayerischen Voralpen auf der Südseite der Benediktenwand (1801 m) und nahe am Walchensee. Das Gemeindegebiet liegt auf einer Höhe zwischen 712 m bei Fleckhaus und 1800 m auf der Benediktenwand. Von den 128,66 km² Gemeindefläche sind 106,97 km², also ca. 83,1 %, waldbedeckt. Damit gehört die Jachenau zu den waldreichsten Gemeinden Deutschlands.
Als „die Jachenau“ wird auch das 15 km lange, Wald- und Wiesental der Jachen unterhalb des Sagrinnenköpfl bezeichnet, das sich von West nach Ost erstreckt und in dem die Gemeinde Jachenau liegt.
Bis zur Säkularisation in Bayern im Jahr 1803 gehörte die Jachenau zum Klostergericht Benediktbeuern. Danach wechselte sie in die Verantwortung des Landgerichts (Bezirksamts, Landratsamts) Tölz und wurde so zunehmend dem Isarwinkel zugeordnet. Der Tölzer Kurier berichtet heute über die Jachenau unter der Rubrik „Isarwinkel“.

### Nachbargemeinde
| Kochel,                    | Benediktbeuern                              |           |
| Walchensee (Kochel am See) | Kompassrose, die auf Nachbargemeinden zeigt | Lenggries |
| Wallgau                    | Lenggries                                   |           |

### Gemeindegliederung

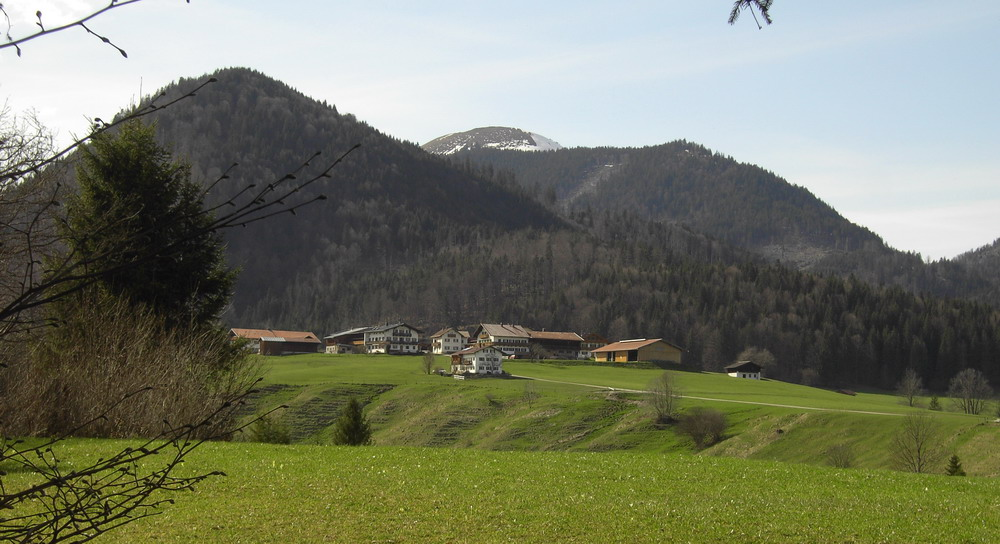
Der Gemeindeteil Berg der Jachenau – das alte „Nazareth sup monte“

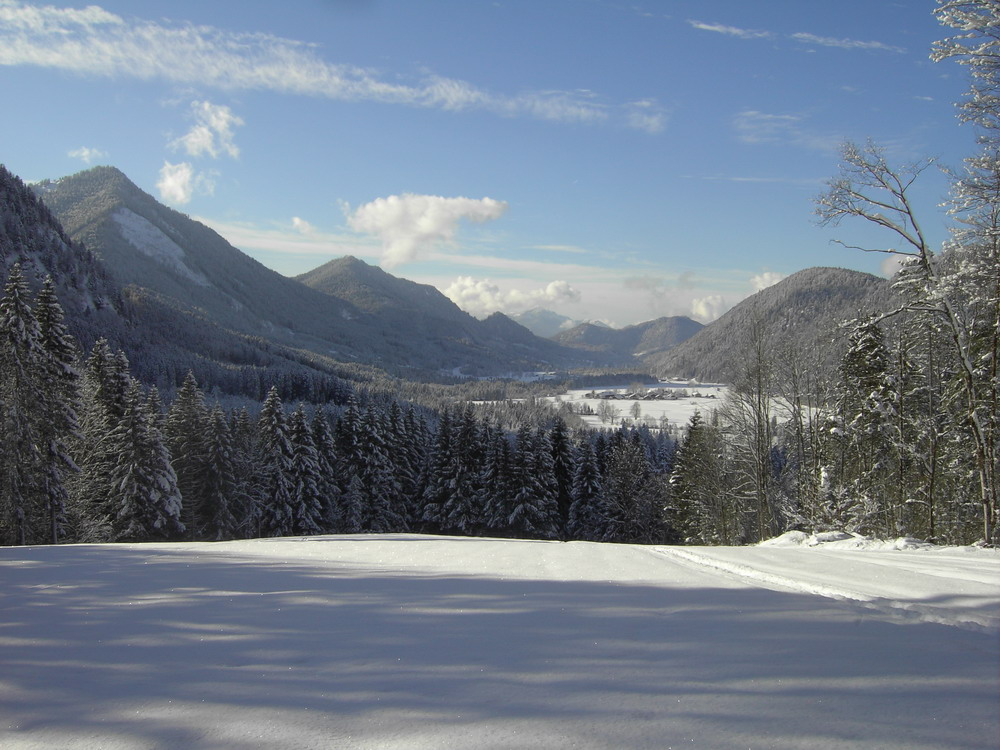
Das Jachental von Ost nach West, in der Mitte der Gemeindeteil Höfen

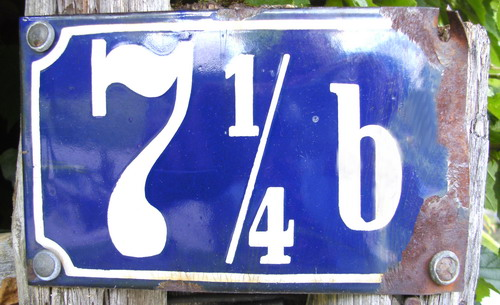
Bruchteilhausnummer mit zusätzlichem Buchstaben an einem Doppelhaus für Forstbedienstete

Die Gemeinde Jachenau, eine typische Streusiedlung, hat 28 Gemeindeteile, davon sind 27 bewohnt, gelistet in alphabetischer Reihenfolge und mit den 1808 zugeteilten Hausnummern der damals existierenden 60 Anwesen. Später entstandene Häuser erhielten eine Hausnummer, die sich aus der Nummer des ursprünglichen Anwesens und einer Bruchteilsnummer zusammensetzt, die anzeigt, ob es das zweite, dritte oder usw. Anwesen auf dem Grund der ursprünglichen Hausnummer ist; z. B. ist 7 1⁄4 das vierte Haus auf dem Grund der alten Hausnummer 7. Allerdings liegt hier eine weitere Besonderheit vor: 7 1⁄4 besteht in der Realität aus einem Doppelhaus und einem Einfamilienhaus, die jeweils noch mit den Buchstaben a, b und c unterschieden werden. Bei den neueren Gemeindeteilen Rechen und Setzplatz existierten bis 2005 nur Bruchteilhausnummern wie z. B. 48 1⁄21; damals wurden wegen der „allgemeinen Verwirrung“ in diesen beiden Gemeindeteilen die Bruchteilhausnummern durch normale Hausnummern „Rechen 1 bis 18“ und „Setzplatz 1 bis 34“ ersetzt. Das Gleiche gilt für Obernach, Friedeln und Bäcker, wo seit 2016 die Bruchteilhausnummern durch ganze Zahlen ersetzt wurden. Als Grenze zwischen den Gemeindeteilen Friedeln und Bäcker wurde die Staatsstraße 2072 festgelegt, Friedeln nördlich, Bäcker südlich der Straße. Damit gehört der „Bäck“ nicht mehr zu dem Gemeindeteil, dem er einst seinen Namen „Beim Bäck“, heute verhochdeutscht „Bäcker“, gab.
Da es in Jachenau keine Straßennamen gibt, werden die Namen der Gemeindeteile postalisch wie Straßennamen genutzt.
- Achner 40, 41, 42
- Altlach (am Walchensee) 56, 57, 58, 59 einschließlich der zu Jachenau gehörenden Gebäude bei Einsiedl mit den Bruchteilhausnummern 59 1⁄2, 59 1⁄4 und 59 1⁄9 sowie Obernach mit den Hausnummern 6 bis 15
- Bäcker 1 bis 28 (seit 2016)[7]
- Berg 3, 4, 5, 6
- Erbhof 12, 13
- Fleck 43
- Fleckhaus 33
- Friedeln 1 bis 17 (seit 2016)[7][8]
- Hinterbichl 23, 24
- Höfen 18, 19, 20, 21, 22
- Jachenau (genannt „Dorf“) 7, 8, 9
- Laich 10, 11
- Lain 48
- Luitpolder 49
- Mühle 50, 51, 52, 53, 54
- Niedernach (am Walchensee) 55
- Niggeln (34), 35, 36, 37, 38, 39
- Ochsensitz (bei Vorderriß) 60
- Ort 29
- Petern 25, 26, 27, 28
- Point 44, 45, 46, 47
- Raut 30
- Rechen 1 bis 18 (bis 2005 10 1⁄4 bis 10 1⁄10)
- Sachenbach (am Walchensee) 1, 2
- Setzplatz 1 bis 34 (bis 2005 48 1⁄2 bis 48 1⁄21)
- Schröfeln (unbewohnt)
- Tannern 31, 32
- Wieden 14, 15

Die Weiler Letten und Leger liegen ebenfalls noch im Jachental, gehören aber zur Gemeinde Lenggries.

### Die „Schattenhöfe“

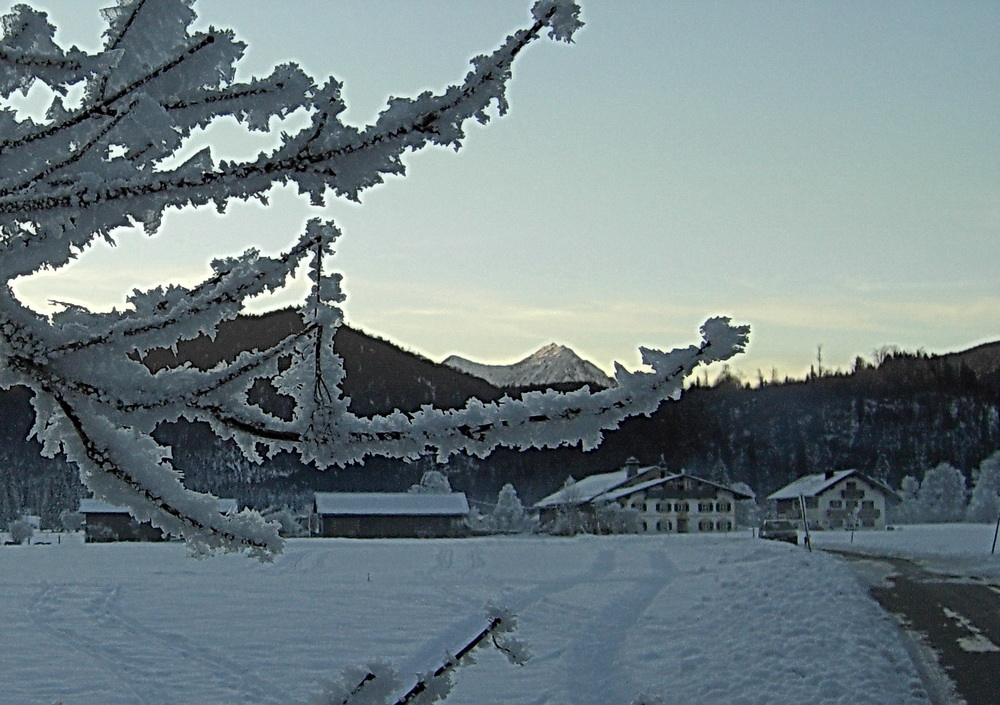
Der Luitpolderhof in Jachenau – einer der „Schattenhöfe“

Aufgrund seiner West-Ost-Ausrichtung hat das 15 km lange Jachental zwischen den Gemeindeteilen Mühle im Westen und Fleckhaus im Osten im Sommer vom frühen Morgen bis zum späten Abend durchgehend Sonne. Deshalb bezeichnet sich auch heute die Jachenau als „Sonnental“.
Doch wird das Tal auf beiden Seiten durch Bergrücken begrenzt, die im Norden mit der Benediktenwand bis an 1800 m reichen und im Süden zwischen Staffel und Wilfetsberg bei 1500 m und 1400 m Höhe liegen. Im Winterhalbjahr befinden sich daher die am südlichen Talrand gelegenen Höfe über mehrere Wochen im Schatten. Dies hat zum Ausdruck „Schattenhöfe“ geführt.
Schon zu den ersten Höfen, die im 12. Jahrhundert im Jachental rodeten und siedelten, gehörte der heutige „Luitpolder“ Hof (bis ca. 1500 der „Krinner“). Dieser Hof, der zweitgrößte Hof in Jachenau, liegt wie eine ganze Reihe von weiteren Höfen und Sölden zwischen den Gemeindeteilen Niggeln und Mühle so dicht unter dem südlichen Bergrücken, dass er im Winter bei tiefstehender Sonne über einen Zeitraum von fast zwei Monaten (25. November bis 17. Januar) keinen Sonnenstrahl erwischt. Dieses Phänomen trifft besonders den „Lainer“ und den „Luitpolder“. Das sind aber im Sommer während der Wachstumsperiode die Höfe, die täglich am längsten die Sonne genießen.
Man kann also davon ausgehen, dass die damaligen Siedler am Ende des 12. Jahrhunderts genau wussten, worauf sie sich bei der Ortswahl ihres Anwesens einließen.

### Geologie

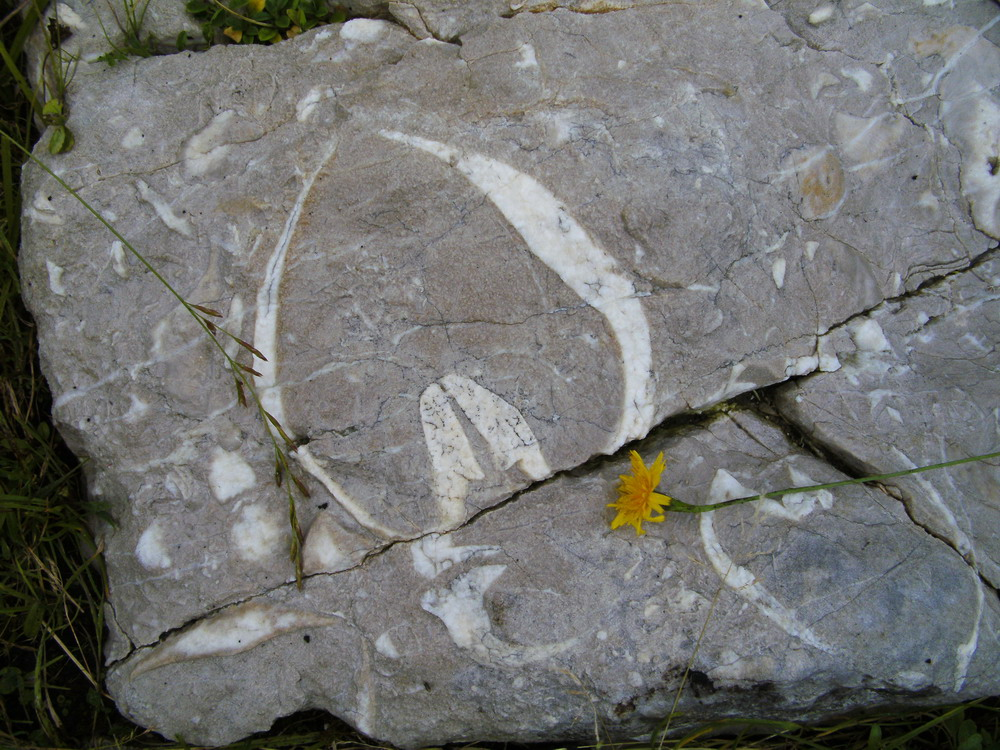
Kuhtrittmuschel auf dem Fundamentstein einer alten Almhütte an der Lainlalm

Die geologischen Schichten der Jachenau gehören alle zur Lechtaldecke, der mittleren „Decke“ der Nördlichen Kalkalpen. Geologische Besonderheit des Raumes um die Jachenau ist die großangelegte Muldenstruktur des Bayerischen Synklinoriums mit Ost-West-verlaufenden Achsen der Mulden und Sättel. Sie ist die Ursache für das Walchensee-Becken und den relativ weiten Talkessel beim Ortskern in Jachenau. Die nordalpinen Gesteine sind fast ausschließlich marine Sedimente, deren Ablagerung in der Triaszeit vor ca. 250 Mio. Jahren in dem weltumspannenden Tethys-Meer auf dem sich absenkenden Schelf des großen Kontinents Pangäa begann. Dieser Vorgang schuf mehrere 1000 m mächtige Gesteinspakete, die in der Jachenau unter anderen als Wettersteinkalk (an der Benediktenwand), als Raibler Schichten (westlich und östlich der Lainlalm), als Hauptdolomit (Gipfel des Hirschhörnl), als Plattenkalk (u. a. Rautberg, Staffel, Hoher Zwiesler, Jochberg, Brunnenkopf, Brandkopf), als Kössener Schichten (an den Steilufern der Großen Laine) und als Rhätolias-Riffkalk (Axelstein) auftreten.
Megalodonten, im Volksmund auch „Kuhtrittmuscheln“ genannt, finden sich als ca. 200 Mio. Jahre alte Zeugen der Erdgeschichte in der Gegend um Jachenau im Rhätolias-Riffkalk auf der Südseite des Axelstein nördlich der Ortschaft sowie an einer Felskugel am östlichen Eingang zur Rappinklamm. Vom Axelstein oder aus der Rappinklamm können die Steine sein, die an der nahegelegenen Lainlalm als Fundamentsteine von Almhütten Verwendung fanden und mit den versteinerten Muscheln als Abwehrzauber dem Schutz von Mensch und Tier dienen sollten.
Während der Würm-Kaltzeit teilte sich der vom Seefelder Sattel kommende Seitenarm des Inn-Gletschers bei Wallgau in den Isar-Gletscher und den Walchensee-Gletscher. Beim Walchensee zweigte zwischen Jochberg und Rautbergkopf nach Osten ein weiterer Arm ab, der zur Jachenau strömte. Aus dem Raum zwischen Rautbergkopf und Staffel (Luitpolder- und Lainer-Alm) floss ein anderer Zeig des Isar-Gletschers von Süden kommend nach Norden. Beide Teilgletscher vereinigten sich in der Jachenau zu einem Talgletscher, dem Jachen-Gletscher, der nach Osten floss.

### Fauna und Flora

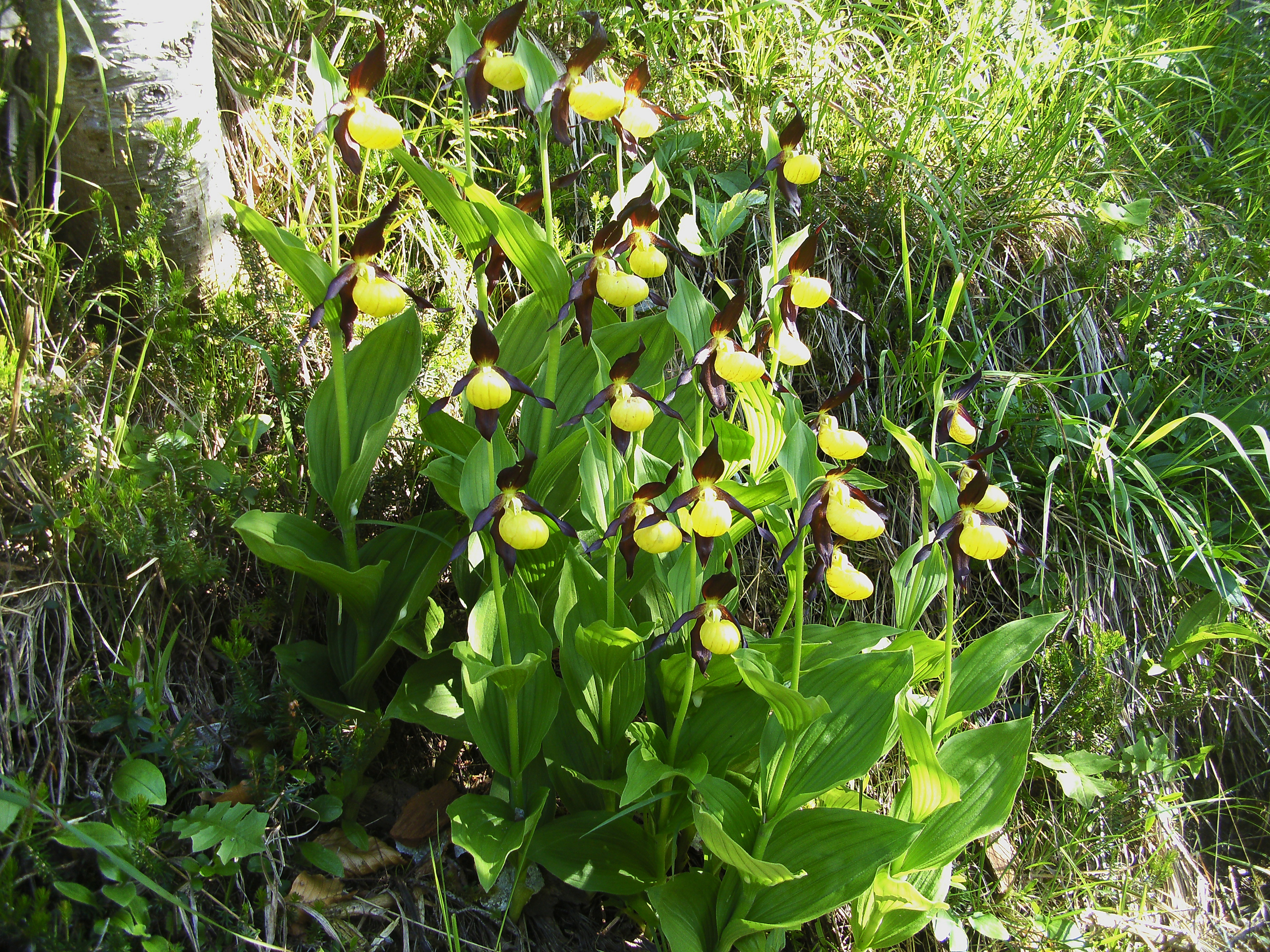
Gelber Frauenschuh in den Bergen der Jachenau

Eine Besonderheit der Jachenau ist die sich seit 1959 entwickelnde Steinbock-Kolonie an der Benediktenwand, die inzwischen auf mehr als 100 Tiere angewachsen ist.
Nicht regelmäßig, aber immer wieder brütet auf Jachenauer Flur ein Adlerpärchen. Eine weitere Besonderheit ist der Kirchturm als Schlafplatz der Kleinen Hufeisennasen. Im Jahr 2002 wurden 34 ausgewachsene Exemplare gezählt.
Unter den Blumen sind das Bergaurikel, der Stängellose Enzian, die Bewimperte Alpenrose, der Frauenschuh, die Türkenbundlilie, der sehr kleine Herbst-Drehwurz und der noch kleinere und unscheinbare Rundblättrige und auch der Langblättrige Sonnentau zu erwähnen.

## Etymologie
In den ältesten Urkunden von 1192 und 1294 wird die neue Ansiedlung in dem Tal ostwärts des Walchensees als „Nazareth“ benannt. Das Jachental war ähnlich dem Großen Ahornboden im Karwendel damals mit einem Ahornwald bedeckt. Den Benediktinermönchen des Klosters Benediktbeuern fiel es nicht schwer, aus „in acereto“ = im Ahorngehölz, im Ahornboden den Ortsnamen Nazareth abzuleiten.
In einer Urkunde von 1295 tauchen erstmals „Nazareth“ und „Jachnawe“ nebeneinander auf. Danach entwickelte sich „Jachnaw“ (1416), „Jachenaw“ (1433) und ab 1584 „Jachenau“. Für die Herleitung des Namens Jachenau gibt es unterschiedlichste Ansätze: von „Jochinau“ = die Au der Jocher von Altjoch am Kochelsee, von Ahornau in Anlehnung an den Ahornboden, von der Au des „Jacho“, eines damals gebräuchlichen Vornamens und als Ableitung vom Namen der Jachen, dieses schnell fließenden („jach“, mittelhochdeutsch) Gewässers des Tales. Letzteres kommt der Deutung von Stephan Glonner (1856–1883), Pfarrer in Lenggries am nächsten; er schreibt in seiner Chronik der Hofmark Hohenburg: „Jachenau, Compositum von Jachen und Au. Au = Bach = Wasser. Jachen der Dativ von jah = gah = jäh, d. i. zum jähen Bach, also Jachenau“ (Stephan Glonner: ).

## Geschichte

### Bis zur Gemeindegründung
Die Jachenau wurde ab dem Zeitraum um 1185 vom Kloster Benediktbeuern aus gerodet und besiedelt. In der Abschrift einer Urkunde von 1192 wird Nazareth erstmals genannt. Hierbei überließ der Augsburger Bischof Udalschalk den Neubruchzehnt (von Jachenau) dem Kloster Benediktbeuern im Tausch für ein Gut bei Utting. Gleichzeitig wurde in derselben Urkunde der Auftrag gegeben, eine Kirche aus Stein zu errichten. Neunundneunzig Jahre später weihte Bischof Wolfahrt von Augsburg die Kirche St. Nikolaus am 17. März 1291 persönlich ein. Im gleichen Jahr wurde ein Wirtshaus gebaut. 1279 (1294) wurden im Salbüchl des Klosters 17 „vaccariae“ (Schwaigen) in Nazareth aufgelistet, von denen bei folgenden sieben eine Beziehung zu den heute noch bestehenden Höfen hergestellt werden kann. Dies sind „Nazareth sup monte“ = Berg, „Im ahorn“ = Achner, „Chlezagelshof“ = Hinterbichl, „Gerunershof“ = bis 1500 als der Krinner benannt, danach als Luitpolder, „Erchenboltshütte“ = Erbhof, „Im lohe“ = Laich, „Saherpach“ = Sachenbach.
Durch Zwei- und manchmal auch Dreiteilung der meisten 17 „Urhöfe“ kam die Jachenau im Laufe des 16. und 17. Jahrhunderts bis zum Jahr 1782 auf 36 Höfe und 24 Sölden, die sich bis ins 19. Jahrhundert hielten. Bis zur Säkularisation 1803 gehörte die Obmannschaft Jachenau zum Klostergericht Benediktbeuern.
Im Zeitraum 1808 bis 1818 entwickelte sich die Jachenau zu einer selbständigen politischen Gemeinde. Dabei kam es zunächst zu heftigem Widerstand. Mit dem Gemeindeedikt vom 13. Mai 1808 wurden die Steuerdistrikte Jachenau und Walchensee in erster Linie nach geographischen Gesichtspunkten, nicht aber nach historischen Bindungen festgelegt und mehrfach wegen des aufkommenden Widerstandes neugeordnet. In einer der Listen wurden die Ansiedlungen rund um den See dem Steuerdistrikt Walchensee zugeordnet und wenig später – nach Eingliederung Walchensees in den Steuerdistrikt Kochel – vielleicht auch diesem. Doch spätestens 1818 war alles so wie bis 1808. Schon 1808 wurden den damals 60 Anwesen der Jachenau die größtenteils heute noch gültigen Hausnummern 1 bis 60 zugeordnet. Sie beginnen mit 1 und 2 in Sachenbach und enden mit 59 in Altlach (Bräu) und mit 60 am Ochsensitz.

### Jachenauer Forstverhältnisse im Lauf der Geschichte

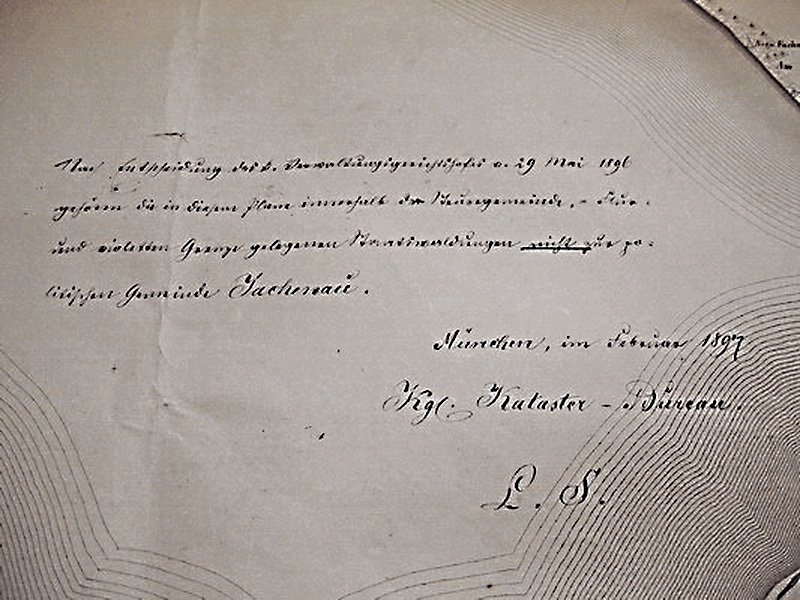
Ab 1897 Eindruck in den Karten der Jachenau mit Hinweis auf die „außermärkischen“ Gebiete

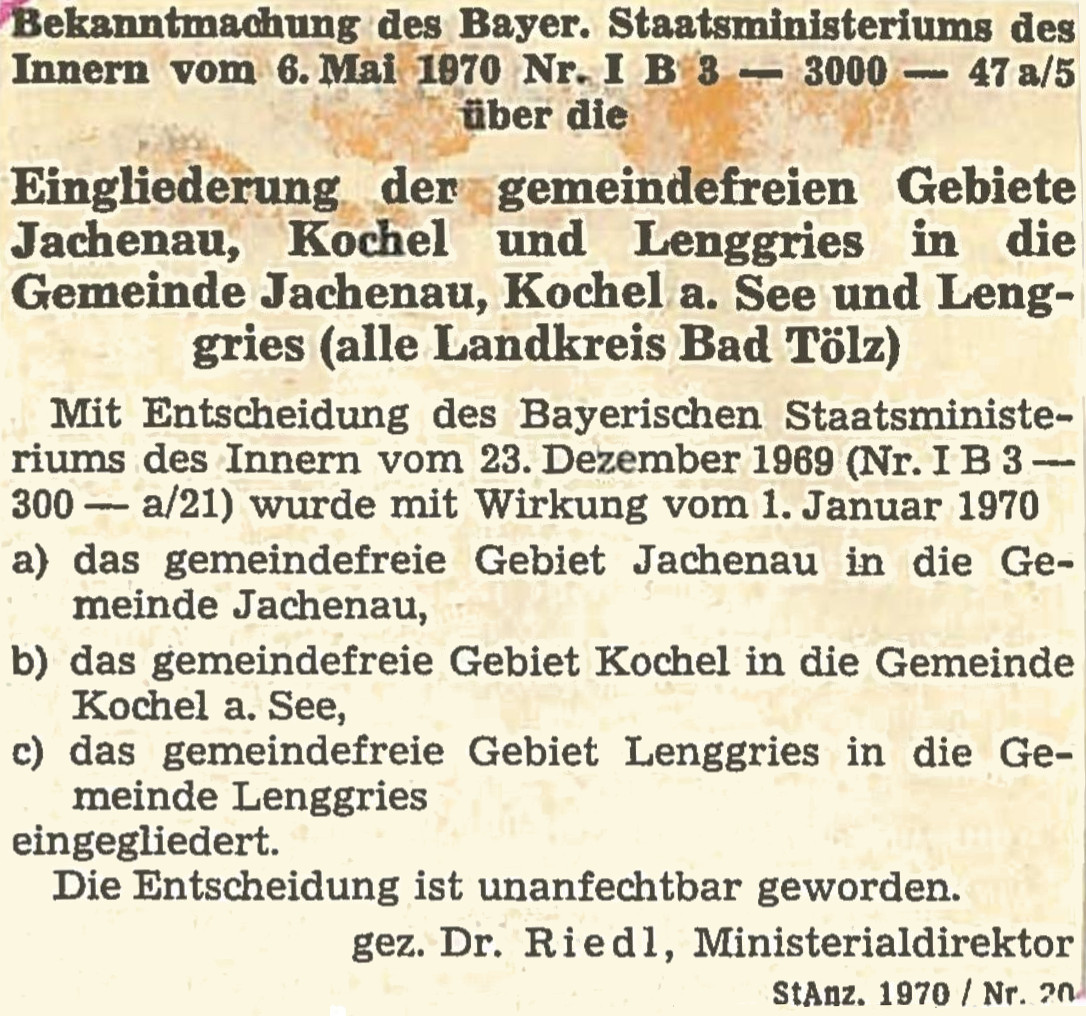
Bekanntmachung über die Eingliederung des gemeindefreien Gebiets

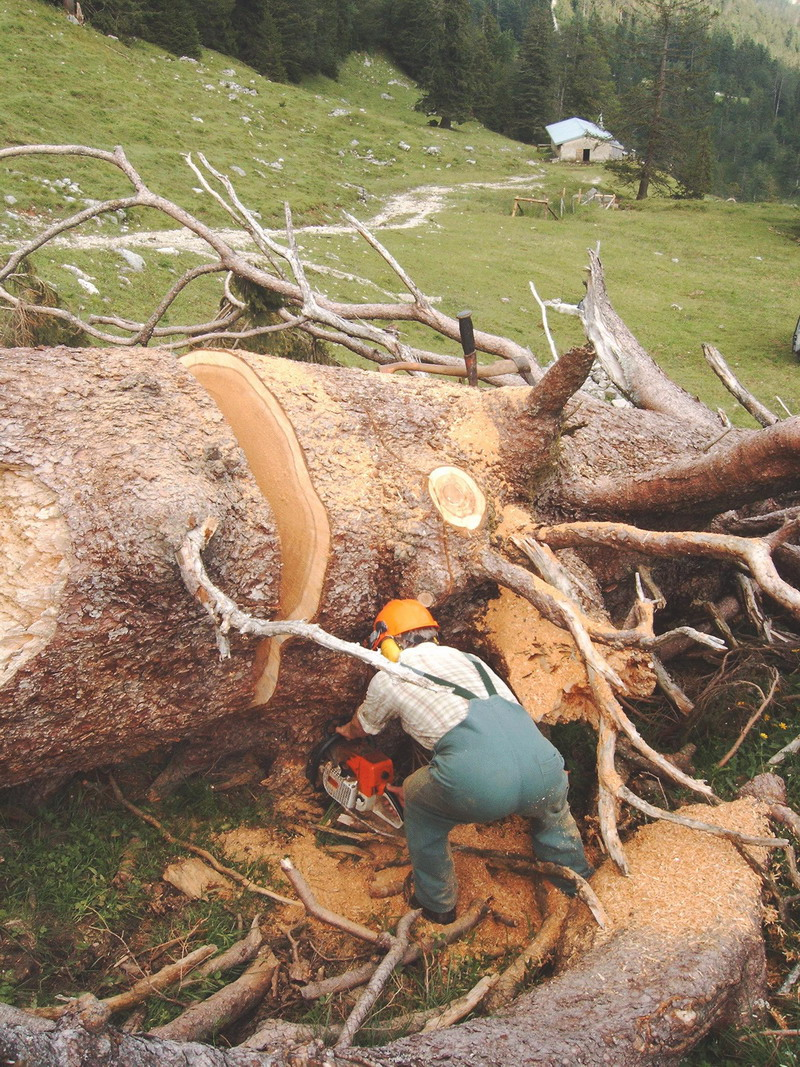
Mächtige Fichte auf der Walchen-Alm in Jachenau; 2005 umgestürzt

Die Fläche der Jachenau beträgt 128,64 km². Allerdings wurden 1894 durch den Staat die großen Flächen des Staatsforstes als „außermärkisch“ erklärt. Die Gemeinde Jachenau protestierte nach Beschlüssen des Gemeindeausschusses am 24. April und 29. Juli 1894 zweimal erfolglos gegen die behördliche Anordnung, wonach die Staatswaldungen nicht als Gemeindeflur zu betrachten wären. In die Karten wurde fortan folgender Text in die Legende gedruckt: „Nach Entscheidung des Bayerischen Verwaltungsgerichtshofes vom 30. Mai 1896 gehören die in diesem Plane innerhalb der Steuergemeinde, Flur und violetten Grenze gelegenen Staatswaldungen nicht zur politischen Gemeinde Jachenau. (München im Februar 1897, Kgl. Katasterbureau).“ Daraus ergibt sich, dass die gemeindefreien Gebiete lediglich 76 Jahre (bis zum 1. Januar 1970) existierten. Noch 1966 war das Gemeindegebiet mit 13,98 km² sehr viel kleiner und umfasste nur das Jachenauer Tal nebst einigen kleinen Exklaven. Die heutige Größe erreichte die Gemeinde durch die Eingemeindung des gleichnamigen waldreichen gemeindefreien Gebiets Jachenau in den Folgejahren (Auflösung am 1. Januar 1970; vorher wurden bereits kleinere Teilflächen eingegliedert, darunter Schröfeln 1955). Von der heutigen Fläche sind 82,6 % oder 10.621 ha waldbedeckt und wiederum die Hälfte davon ist Eigentum der Jachenauer Bauern und Söldner. Dieser wertvolle Besitz, der über Jahrhunderte den Jachenauern einen gewissen Wohlstand garantierte, ist für die heutige Generation eine Selbstverständlichkeit. Das war nicht immer so.
Zur Zeit der Rodung und Ansiedlung im 12. bis 14. Jahrhundert war der Holzeinschlag in den Jachenauer Wäldern noch nicht geregelt oder eingeschränkt. Doch mit der Entwicklung der Städte, insbesondere Münchens, stieg der Bedarf an Bau- und Brennholz (auch für die „holzfressenden“ Kalköfen) aus den an der Isar gelegenen Wäldern so stark, dass die Nachhaltigkeit und damit der dauernde Bestand der Wälder bedroht schien. Die Bayerischen Herzöge und auch das Kloster Benediktbeuern erließen – beginnend im 15. Jahrhundert – Holzordnungen, die den Einschlag in nachhaltige Bahnen lenkten. Dabei wurden den Bauern in der Jachenau wegen des rauen Klimas und der dadurch eingeschränkten Landwirtschaft 1487 mit dem „Jachnaw privilegium“ neben dem eigenen Bedarf an Bau- und Brennholz besondere Rechte für den Holzeinschlag „zum Verkauf ans Wasser“ zugestanden. Jeder Bauer durfte jedes Jahr im Rahmen der „Hauszahl“ in seinen „zu den Gütern gelegten Hölzern“ eine bestimmte Zahl Stämme unentgeltlich zum Verkauf schlagen; er musste dafür lediglich den „Probstbaum“, den schönsten Stamm dem Kloster überlassen. Die ungeteilte Hauszahl berechtigte den Bauer zu 240 Stämmen im Jahr. Bei geteilten Höfen verringerte sich die Hauszahl auf 120 oder 80 Stämme. Darüber hinaus war es den Bauern und auch den Söldnern gestattet, auf Antrag und gegen einen geringen Preis in den Frei- und Gemeinbergen weiteres Holz zum Verkauf zu schlagen.
Mit der Säkularisation drohten durch Übernahme des Staates diese für die Jachenau lebenswichtigen Forstrechte zur „jederzeit widerruflichen Gnade“ zu verfallen. In einem nahezu 200-jährigen „Kampf gegen Herrschaftsobrigkeit“ ließen sich die Jachenauer trotz heftigster Rückschläge durch die Bayerische Staatsforstverwaltung nicht unterkriegen. Deshalb beschlossen in den 1950er Jahren alle Fraktionen des Bayerischen Landtags, das unglückliche Taktieren der Forstverwaltung durch ein Gesetz zu beenden und den Raum nördlich und südlich der Benediktenwand endlich zu befrieden. Der Landtag erließ 1964 das Teil- und Zinswaldgesetzes (TZiWG 1964), ein Vergleich, der den Jachenauer Bauern und Söldnern sowie der Kirche weitgehend das Eigentumsrecht über ihre Wälder zurückgab. Das Verfahren der Realteilung (gem. Art. 5 TZiWG) dauerte bis 1983, doch selbst heute ist in einem Fall die Forstrechtsablösung einer Teilfläche noch nicht abgeschlossen.
Größtenteils ungelöst ist aber auch die Frage der Kommunalen Bann- und Wuhrhölzer Psengberg, Fischlain und Rotwand. Diese wurden aus bislang unbekannten Gründen im TZiWG nicht berücksichtigt und sind „unbehandelt und stillschweigend“ in den Besitz des Staates übergegangen. So kam es, dass die waldreiche Gemeinde Jachenau von 1803 bis 2017, also 214 Jahre, über keinen Quadratmeter Wald verfügte. Diese unbefriedigende Situation hat sich 2017 durch Kauf eines Waldstücks mit ca. 4,7 ha geringfügig verbessert.
Seit März 2011 liegt der Gemeinde ein Gutachten vor über die historischen Grundlagen der Bann- und Wuhrhölzer des 18. Jahrhunderts und deren rechtliche Behandlung in den letzten 200 Jahren. Im Frühsommer 2012 informierte die Gemeinde zur Vorbereitung einer Petition an den Bayerischen Landtag in Einzelgesprächen Vertreter der Fraktionen der FW, der SPD und der CSU. Allein letztere sahen keine Möglichkeit, die Gemeinde in ihren Bemühungen um eine Ergänzung des TZiWG um die Bann- und Wuhrhölzer mit dem Ziel der Übertragung dieser Wälder in das Eigentum der Gemeinde zu unterstützen. Auf die Schriftliche Anfrage des Abgeordneten Florian Streibl (FW) vom 18. Mai 2012 zu „Bann- und Wuhrhölzer – Rechte der Kommunen“ antwortete die Staatsregierung am 3. September 2012 mit sachlich falschen und vom eigentlichen Thema, nämlich der Gleichbehandlung der Kirchenhölzer und der Kommunalen Bann- und Wuhrhölzer, ablenkenden Aussagen.
Nach Aussage des Bürgermeisters bei der Bürgerversammlung am 20. März 2015 hat die Gemeinde einen Antrag auf Ablösung ihrer Forstrechte gestellt. Dabei erwartet die Gemeinde zumindest die gleiche Behandlung, wie sie die Gemeinden nördlich der Benediktenwand zwischen Kochel am See und Bad Heilbrunn in den 1980er Jahren erfahren haben. Das bedeutet Ablösung der Forstrechte über 72,5 ha (Stand 1935) gemäß Bayerischem Gesetz über Forstrechte Art. 19 nur in Geld, nicht als Zuteilung von Waldflächen in das Eigentum der Gemeinde.
Inzwischen haben neue Recherchen in einem Forstarchiv im November 2015 ergeben, dass das Holzbezugsrecht für die Oberhöfner und die Peterer Brücke 1971 gegen ca. 23.000 DM zu Gunsten der Gemeinde abgelöst wurde. Als Belege wurden eine notarielle Urkunde und der Beschluss im Beschlussbuch der Gemeinde vom 27. August 1971 gefunden. Dennoch macht diese damalige Ablösung nur einen Bruchteil des Gesamtkomplexes der Bann- und Wuhrhölzer aus.

### Schulgeschichte
Die Schulgeschichte begann für Jachenau 1757 in Höfen 21. Im Jahr 1790 wurde ein Schulhaus beim Bäck gebaut, das bis 1898 genutzt wurde. Damals wurde zur Verkürzung der Schulwege im (zentraleren) Wieden ein neues, längst notwendig gewordenes Schulhaus gebaut, das 1951 am selben Ort durch ein neues Schulgebäude, die Ferdinand-Feldigl-Schule abgelöst wurde. Im alten Schulhaus sind heute die Kinderkrippe und der Kindergarten untergebracht.

### Alpin- und Skigeschichte

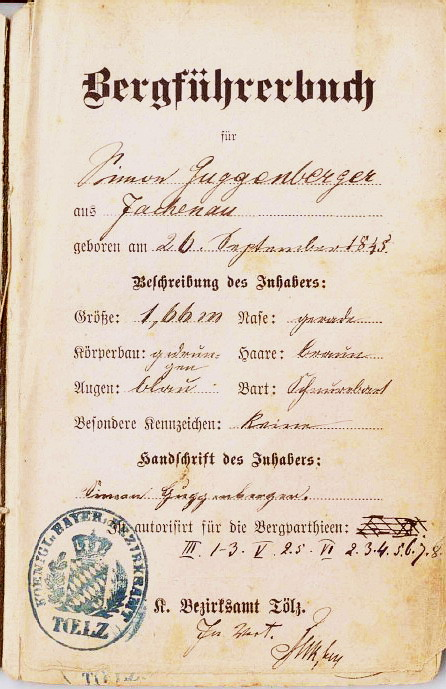
Simon Guggenberger, 1883 erster Bergführer in Jachenau

Im Jahr 1883 wurde Simon Guggenberger (1845–1903) von Jachenau-Point durch die DAV-Sektion Tölz zum ersten Bergführer in Jachenau ausgebildet und ernannt sowie vom Bezirksamt Tölz als solcher autorisiert.
Bereits 1885 nutzte der Forstmeister Maximilian Lizius in Jachenau als einer der ersten in Deutschland bei seinen Reviergängen Skier, die ihm von einem norwegischen Forstmann geschenkt worden waren.
2001 kletterte Marietta Uhden als erste Frau weltweit eine Route im Bereich des elften Schwierigkeitsgrades: die Route Sonne im Herzen (XI-/8c+) in der Jachenau.
Im März 2016 wurde Elisabeth Willibald von Jachenau-Wieden Juniorenweltmeisterin im Slalom bei der Junioren-WM in Sotschi.
Am 30. September 2024 hat die 25-jährige Isabella-Maria Haßmann aus der Jachenau ohne zusätzlichen Sauerstoff den 8163 Meter hohen Manaslu bestiegen. Sie ist die jüngste Frau, der das bisher gelungen ist.

### Einwohnerentwicklung
Zwischen 1988 und 2018 wuchs die Gemeinde von 839 auf 870 um 31 Einwohner bzw. um 3,7 %.

## Politik

### Gemeinderat
Der Gemeinderat besteht aus dem Ersten Bürgermeister und acht Gemeinderatsmitgliedern. Bei der letzten Gemeinderatswahl am 15. März 2020 lag die Wahlbeteiligung bei 80,6 %. Je vier Gemeinderatsmitglieder werden von FWG und UWG gestellt.
| Gemeinderatswahl Jachenau 2020Wahlbeteiligung: 80,6 % 6050403020100 56,2 %43,8 % FWGUWGGewinne/Verlusteim Vergleich zu 2014 %p 2 0 −2 −4+0,4 %p−0,4 %pFWGUWG | Sitzverteilung im Gemeinderat Jachenau seit 2020Insgesamt 8 Sitze - FWG: 4 - UWG: 4 |

### Bürgermeister
Der Erste Bürgermeister Nikolaus Rauchenberger (Freie Wählergemeinschaft Jachenau) ist seit 1. Mai 2020 im Amt. Er wurde bei der Bürgermeisterwahl 2020 im ersten Wahlgang mit einem Stimmenanteil von 80,2 % gewählt. Vorgänger waren ab 2008 Georg Riesch sen. (Freie Wählergemeinschaft) und davor Kaspar Danner.

### Wappen und Flagge

#### Wappen
| Wappen von Jachenau | Blasonierung: „Schild in Form eines „J“, horizontal geteilt in Gold und Blau, oben aus der Teilungslinie wachsend ein steigender, schwarzer Gamsbock.“ |
| Wappen von Jachenau | Wappenbegründung: Das Wappen hat einen historischen Bezug zur Jachenau: Es wurde am 1. März 1502 von Herzog Albrecht IV., „dem Weisen“ an Hubprobst Caspar März von Benediktbeuern verliehen. Dieser war Sohn des Jachenauer Klosterjägers Anderl März (1445–1510) vom „Loaner“ 48. Von 1486 bis 1513 stand Caspar März im Dienst des Klosters in aufsteigenden Verwendungen vom Marstaller bis zum Hubprobst und Siegler. Ab 1514 lebte er als Wirt in Kochel und im Jahr 1522 übernahm er eine Wirtschaft in Lenggries. Der Schild in Form eines J verweist auf die Initiale des Gemeindenamens. Am 19. April 1958 beschloss der Gemeinderat, für die Gemeinde ein Gemeindewappen zu beantragen und das Bayerische Hauptstaatsarchiv um Beratung zu ersuchen. Am 14. Februar 1959 erfolgte der einstimmige Beschluss, als Gemeindewappen das von dem Graphiker Ernst Rössner in Bad Tölz angefertigte Wappen in der jetzt festgesetzten Form anzunehmen. |

#### Flagge
Die Wappenannahme umfasste auch die Beschaffung einer schwarz-gelben Gemeindeflagge, die allerdings nicht erfolgte.

## Wirtschaft

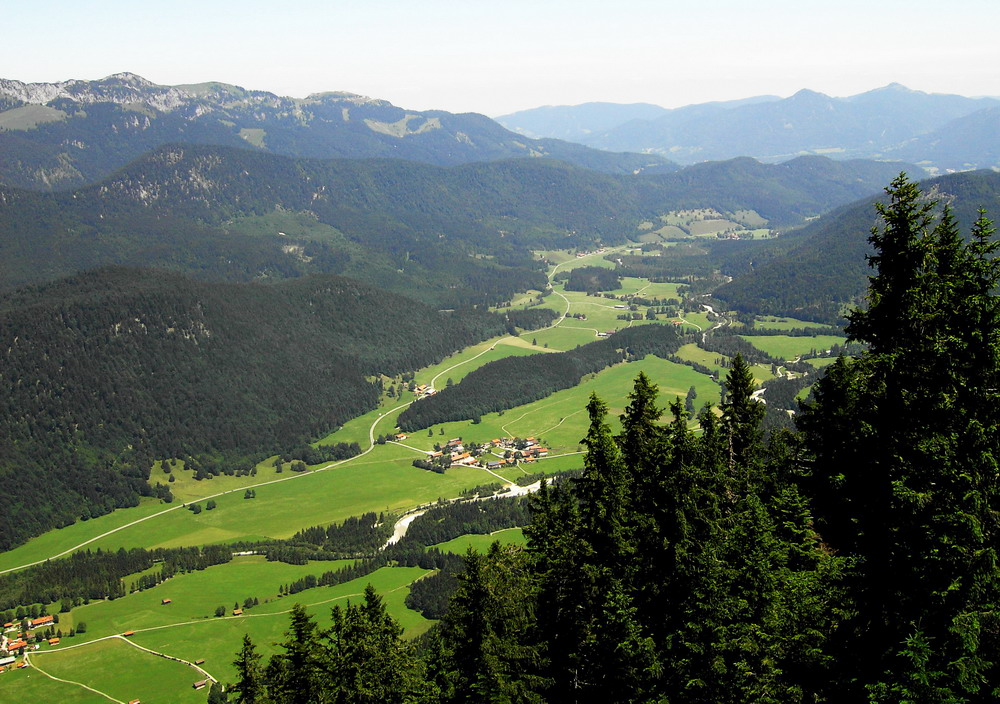
Blick vom Staffel nach Nordosten: Das Untertal der Jachenau

Wirtschaftskraft und relativer Wohlstand der Jachenau beruhten über 700 Jahre auf der Landwirtschaft und der Forstwirtschaft. Neben dem Schwerpunkt Grünlandwirtschaft mit Viehzucht und Milcherzeugnissen wurden bis in die Mitte des 20. Jahrhunderts zur eigenen Versorgung auch Getreide und Flachs angebaut. Die Jachenau zählt heute 34 landwirtschaftliche Anwesen, davon 29 Bauern und 5 Sölden. Der Anteil der Haupterwerbsbetriebe liegt bei 67,6 % (Platz 21 von 2953 in Bayern).
Die umfangreichen Forstrechte der Jachenauer Anwesen (seit 1983 in einem Vergleich mit dem Bayerischen Staat umgewandelt in ca. 5000 ha Waldeigentum) ermöglichen jährlich den Verkauf von ca. 15.000 bis 20.000 Festmetern Holz. Nicht unerhebliche Zusatzverdienste ergaben sich früher aus der Holzarbeit für das Kloster Benediktbeuern, ab 1803 für die Bayerische Staatsforstverwaltung.
Seit der Zeit um 1900, als die beiden neuen Gasthöfe mit Übernachtungsmöglichkeiten für „Sommergäste“ errichtet worden waren, kam der Tourismus als drittes Standbein hinzu. Gästezimmer und Ferienwohnungen sind im ganzen Tal wichtige Grundlage für sichere Nebenverdienste nahezu im ganzen Jahr.

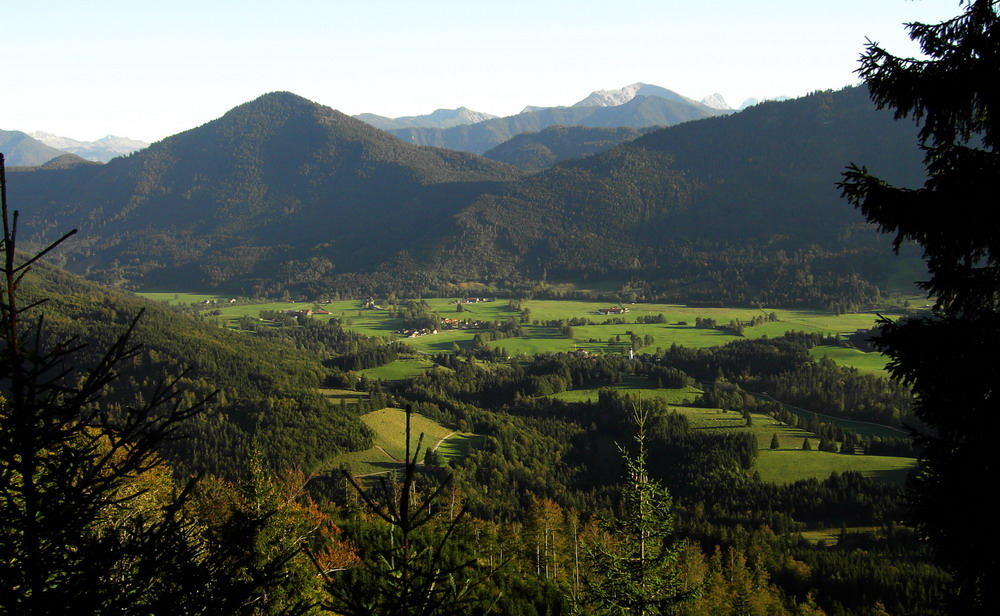
Das Obertal der Jachenau von Westen vor Staffel und Schafreuter

Diese Dreiteilung Jachenauer Wirtschaftskraft gilt auch noch für die heutige Zeit. Darüber hinaus sorgen verschiedene Handwerksbetriebe (insbesondere der Holzverarbeitung wie Sägewerke, Zimmerer, Schreiner und auch ein Holzschnitzer) für Arbeitsplätze im Tal. Dennoch ist der Anteil der Auspendler bei den Einkommensteuerpflichtigen mit 82,1 % im Jahr 2006 sehr hoch (Platz 2047 von 2056 in Bayern).
Hinsichtlich des Gewerbesteueraufkommens waren die beiden Laufwasserkraftwerke der E.ON Wasserkraft, seit 2016 der Uniper SE in Obernach und Niedernach über Jahrzehnte die größten Wirtschaftsbetriebe der Gemeinde. Das hat sich aber seit Jahren durch E.ONs und Unipers Strategien der Steuervermeidung auf Null reduziert.

### Pumpspeicherwerk Jochberg
Im Februar 2013 wurde das geplante Pumpspeicherwerk Jochberg der Öffentlichkeit vorgestellt. Entstehen sollte ein Speichersee mit drei Mio. m³ Inhalt in der Mulde ostwärts der Jocheralm, 600 m darunter eine Kaverne mit Pumpen und Generatoren, von dort sollte je ein Stollen zum Walchensee, zum Walchenseekraftwerk in Altjoch, zum Fernwöhr an der Kleinen Laine und ein 600 m langer Druckstollen vertikal zwischen Speichersee und Kaverne verlaufen. Projektiert war eine Leistung von 700 Megawatt und eine Umsetzung innerhalb von zehn Jahren, wobei fünf Jahre auf die Planung (Raumordnungsverfahren und Planfeststellungsverfahren) und fünf Jahre auf die Bauzeit entfallen sollten. Die Gemeinde Jachenau beabsichtigte die Bildung von Arbeitsgruppen zur Erörterung u a. von: Reduzierung der Belastung während der Bauzeit, Zuwegekonzept, Einfluss auf Tourismus und Naturschutz.
Inzwischen ist die Bayerische Staatsregierung wegen aktuell mangelnder Rentabilität der Pumpspeicherkraftwerke von der Realisierung des Jochbergprojekts abgerückt.

### Verkehr
Die Buslinie 9595 des Regionalverkehrs Oberbayern verbindet Jachenau mit Lenggries. Von dort fährt stündlich die Bayerische Oberlandbahn nach München.
Die Staatsstraße 2072 führt von Lenggries nach Jachenau und weiter über Sachenbach und am Ostufer des Walchensee entlang nach Urfeld (ab der Abzweigung „Zwerchweg“, 1,5 km westlich Jachenau, für den allgemeinen Verkehr gesperrt).
Eine mautpflichtige Straße führt 12 km vom „Zwerchweg“ weiter über Niedernach und Altlach am Südufer des Walchensees entlang nach Einsiedl, wo sie in die Bundesstraße 11 mündet.

## Öffentliche Einrichtungen

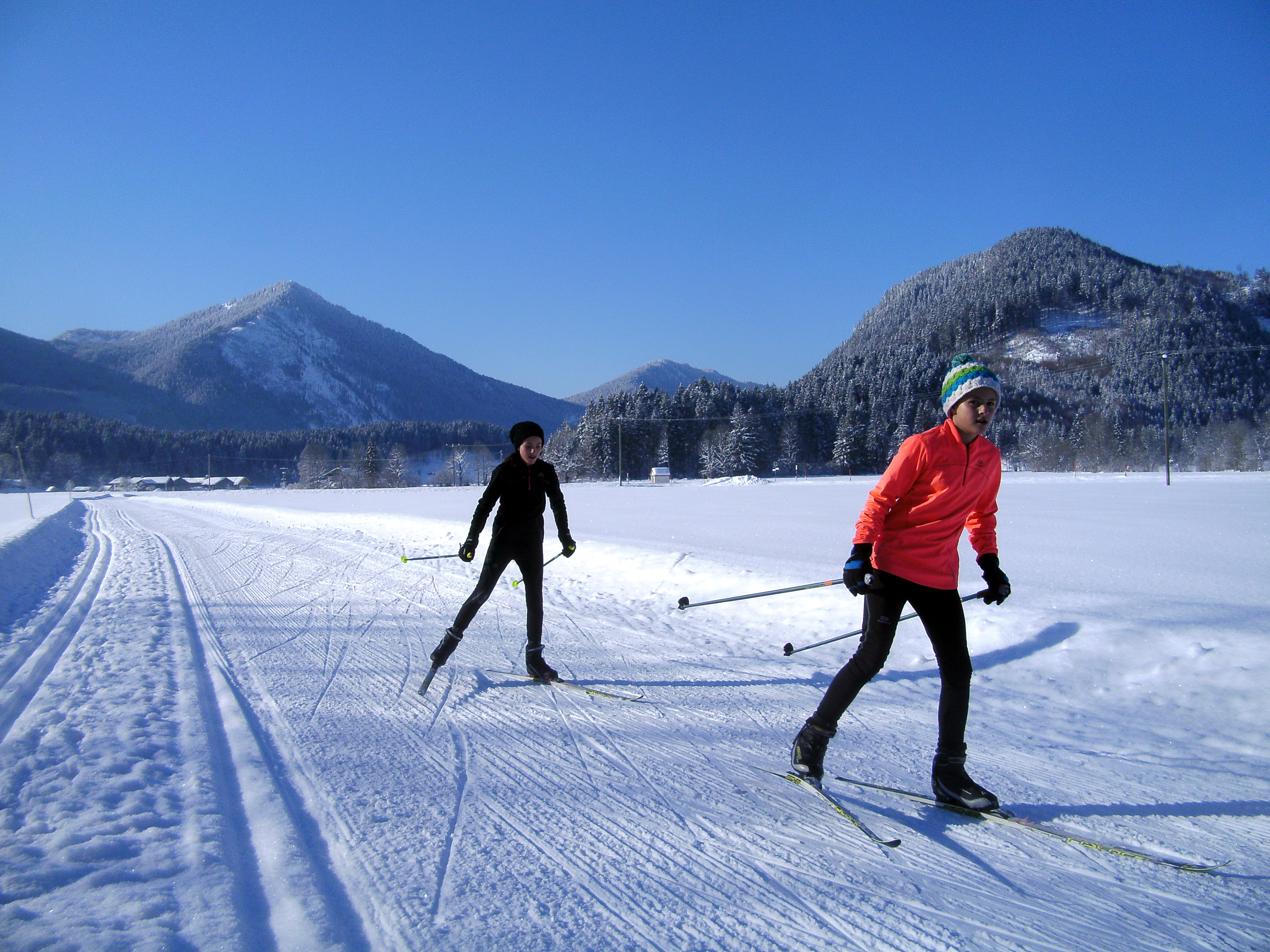
Loipe in der Jachenau im Winter 2012/13

### Bildungseinrichtungen
- Kinderkrippe in Jachenau-Wieden
- Kindergarten in Jachenau-Wieden
- Die Ferdinand-Feldigl-Grundschule Jachenau in Wieden hatte im Schuljahr 2020/21 drei hauptamtliche Lehrkräfte und 54 Schüler.[42] Sie ist benannt nach Ferdinand Feldigl, dem ehemaligen Lehrer von Jachenau in der Zeit von 1882 bis 1891[43] und Schöpfer des Liedes „Die schöne stille Jachenau“.[44]

### Ämter
- Gemeindeverwaltung
- Gästeinformation

### Freizeit- und Sportanlagen

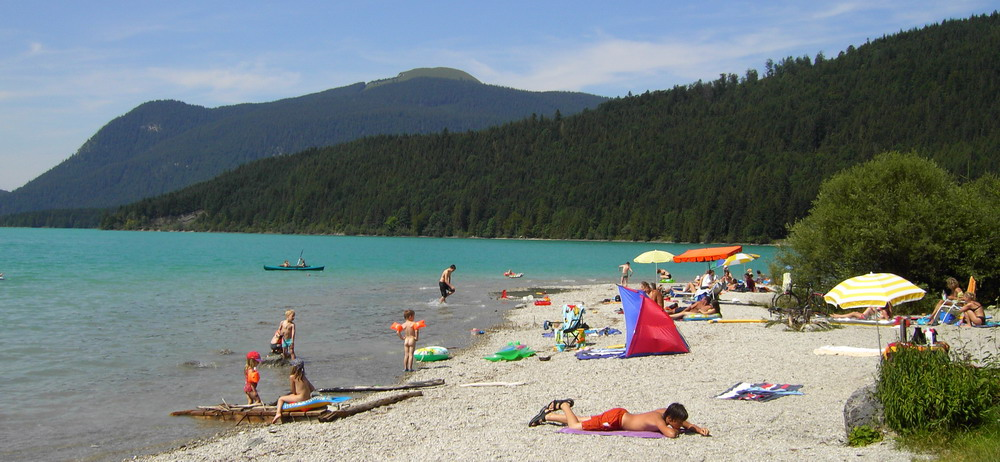
Strand am Walchenseesüdufer mit dem Jochberg im Hintergrund

- 35 km Langlaufloipen, gleichermaßen für klassische und freie Langlauftechnik nebeneinander gespurt
- Natureisstadion (kleine Fläche) in Jachenau-Dorf (nördlich unterhalb der Kirche)
- Sportplatz mit Flutlichtanlage im Gemeindeteil Wieden
- Skilift in Jachenau-Mühle
- Bademöglichkeiten, Tauchen, Surfen, Kiten, Segeln und Angeln am nahe gelegenen Walchensee
- zahlreiche Möglichkeiten für Tal- und Bergwanderungen, Rad- oder Mountainbiketouren im Sommer
- in gleicher Weise zahlreiche Möglichkeiten für Schneeschuhwanderungen und Skitouren im Winter

## Kultur
In Jachenau wird mindestens seit den 1920er Jahren Laien-Theater gespielt. Nach dem Zweiten Weltkrieg bildete sich erneut eine Theatergruppe, die sich auf Weisung der Militärregierung einem Verein anschließen musste. Sie wurde Teil des 1948 gegründeten Gebirgstrachtenvereins Jachenau. Alljährlich wird im Winter ein Stück eingeübt, das in der Osterzeit zur Aufführung kommt.

### Vereine
- Freiwillige Feuerwehr seit 1875
- Fremdenverkehrsverein seit 1949
- Gebirgsschützenkompanie seit 1906
- Gebirgstrachtenverein seit 1948

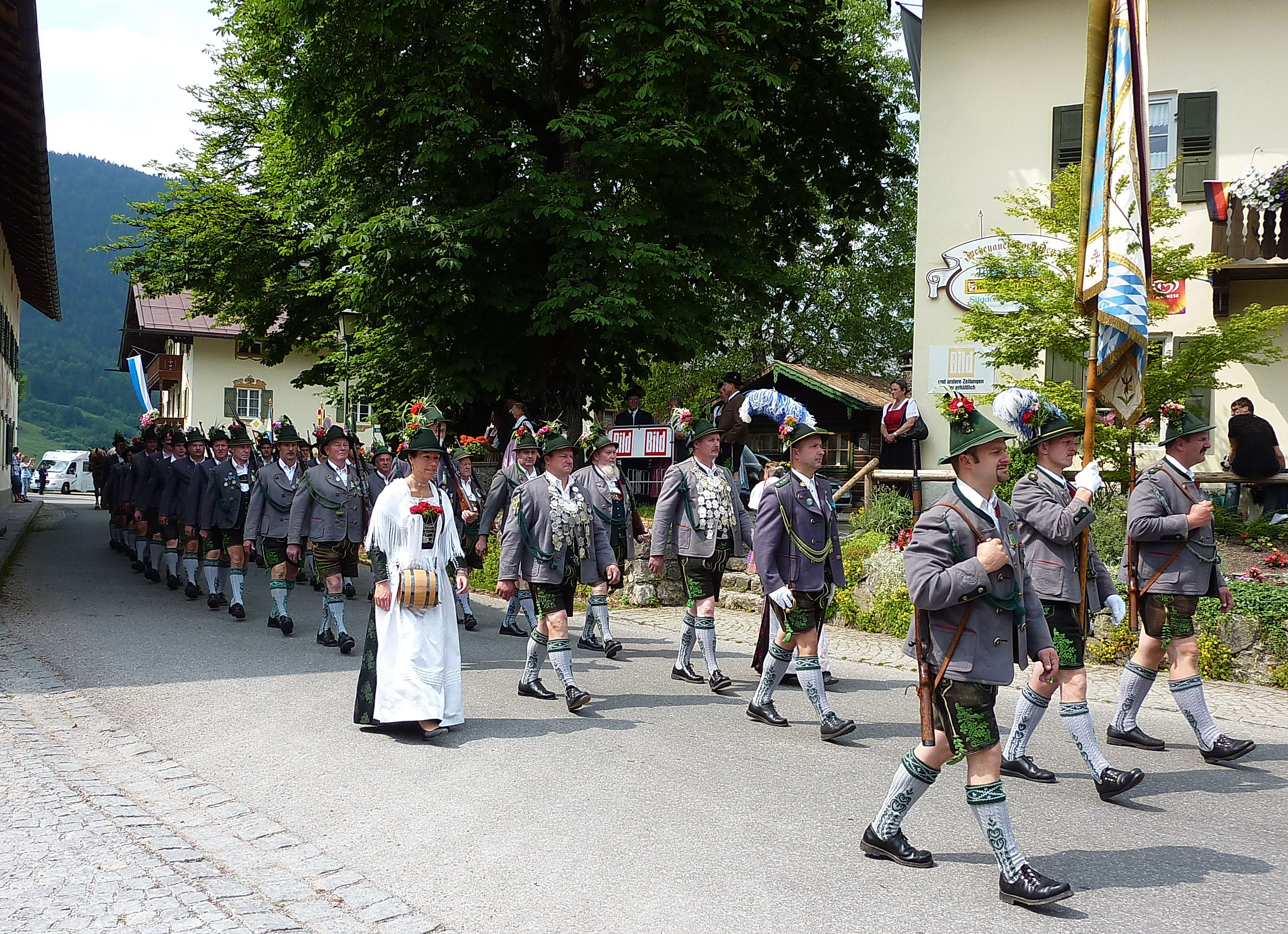
Gebirgsschützenkompanie Jachenau im Sommer 2010

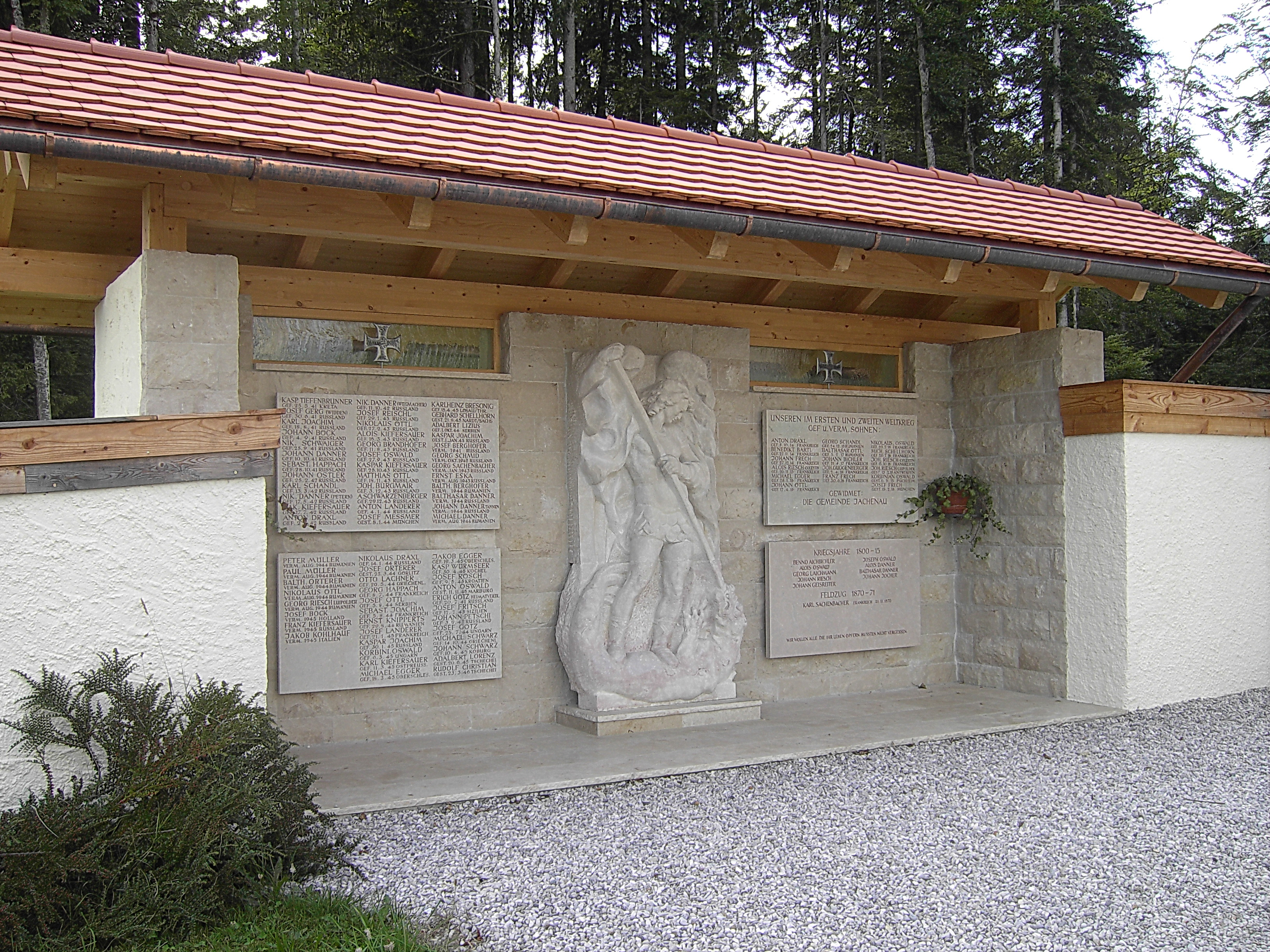
Ehrenmal für die Jachenauer Gefallenen und Vermissten der fünf Kriege von 1805 bis 1945

- Handwerker- und Bauernverein seit 1757
- Schützengesellschaft Gemütlichkeit seit 1924
- Ski- und Sportclub seit 1949
- Veteranen- und Kriegerverein seit 1822

### Musik

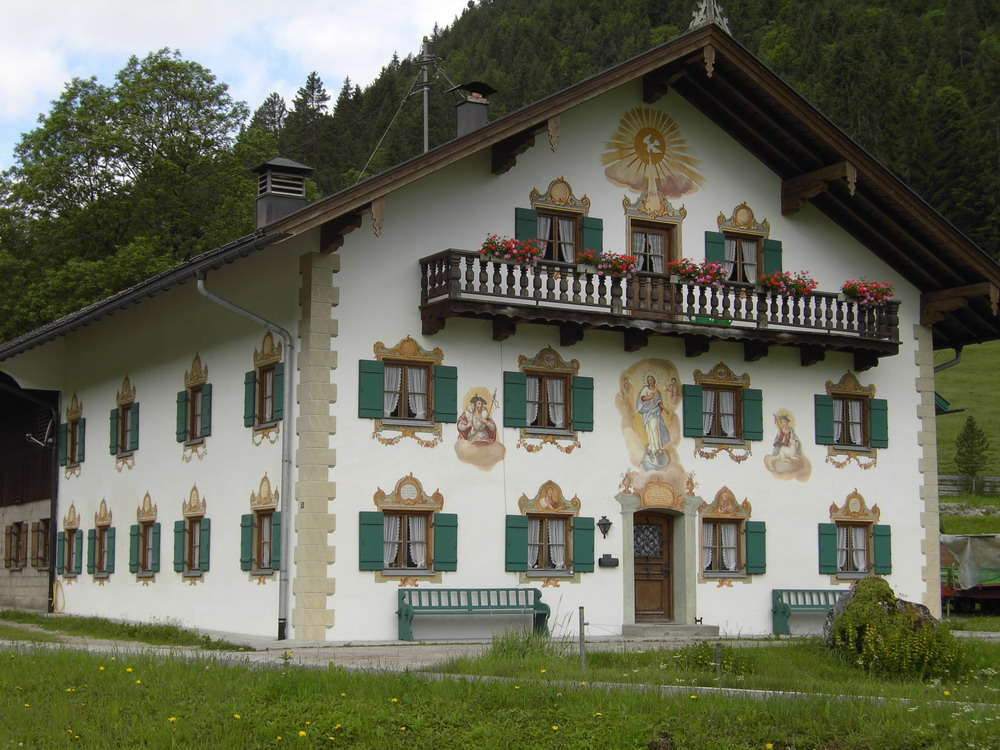
Lüftlmalerei beim „BichlerKassl“ in Jachenau, Hinterbichl

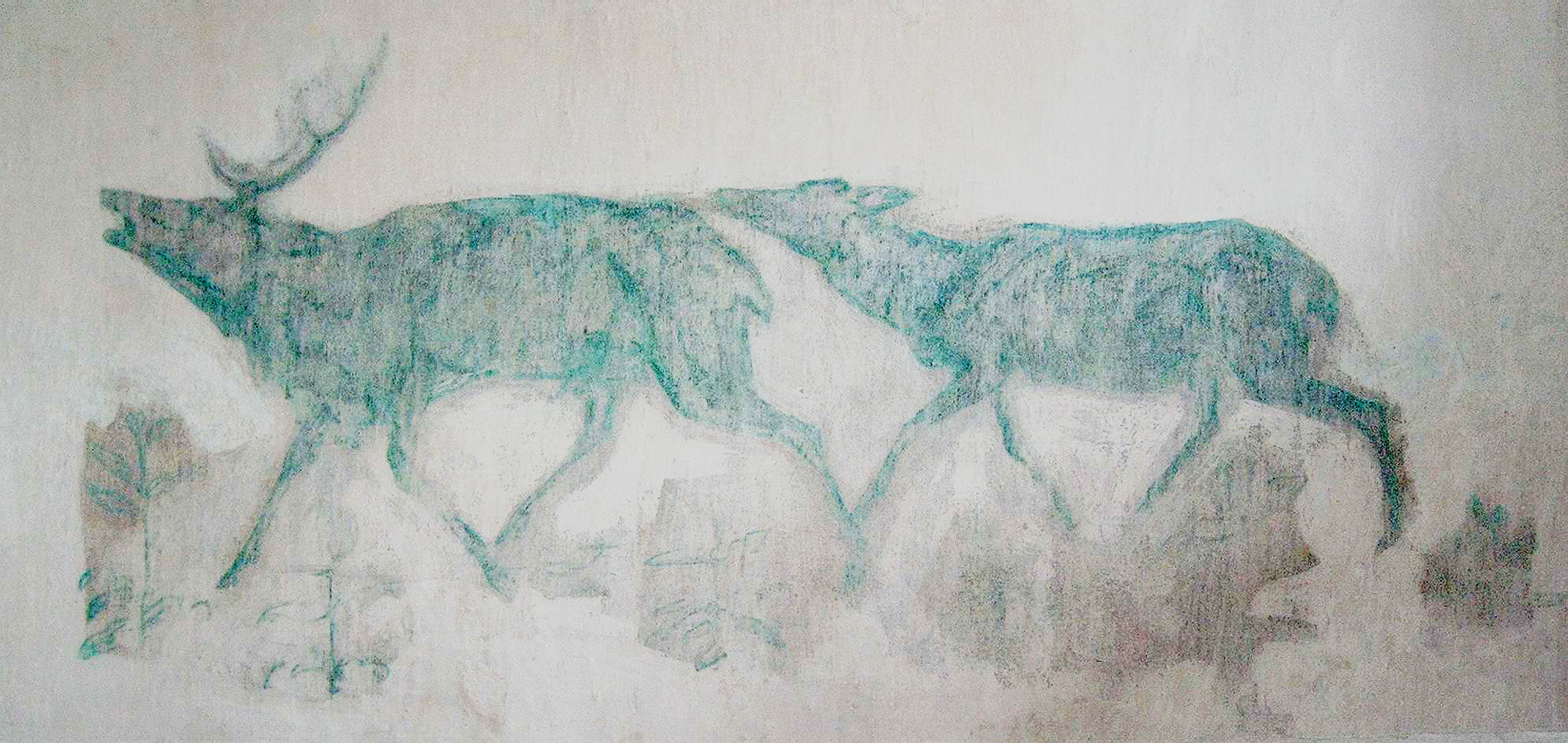
Fresko von Franz Marc auf der Bergstaffelalm oberhalb Jachenau

- Kirchenchor
- Musikkapelle
- Jachenauer Stubenmusi
- Jachnara Schodseitnmusi
- Jachenauer Hackbrettmusi
- Jachenauer Harfenmusi
- Jachenauer Sudhausmusi
- 1605er-Musi
- Laichalm-Musi
- Goaßlschnalzer

### Bauwerke
- Pfarrkirche St. Nikolaus
- Fassadenmalereien (Lüftlmalerei)
- Wasserkraftwerke in Niedernach und Obernach (keine Besichtigung)
- Ehrenmal am Westrand des Friedhofs mit einer Skulptur von 1952 des Bildhauers Hias Lautenbacher von Kochel aus rötlichem Marmor, die den Heiligen Georg als Drachentöter darstellt sowie vier Steinplatten mit den Namen der gefallenen und vermissten Jachenauer der fünf Kriege zwischen 1805 und 1945.

Pfarrkirche St. Nikolaus

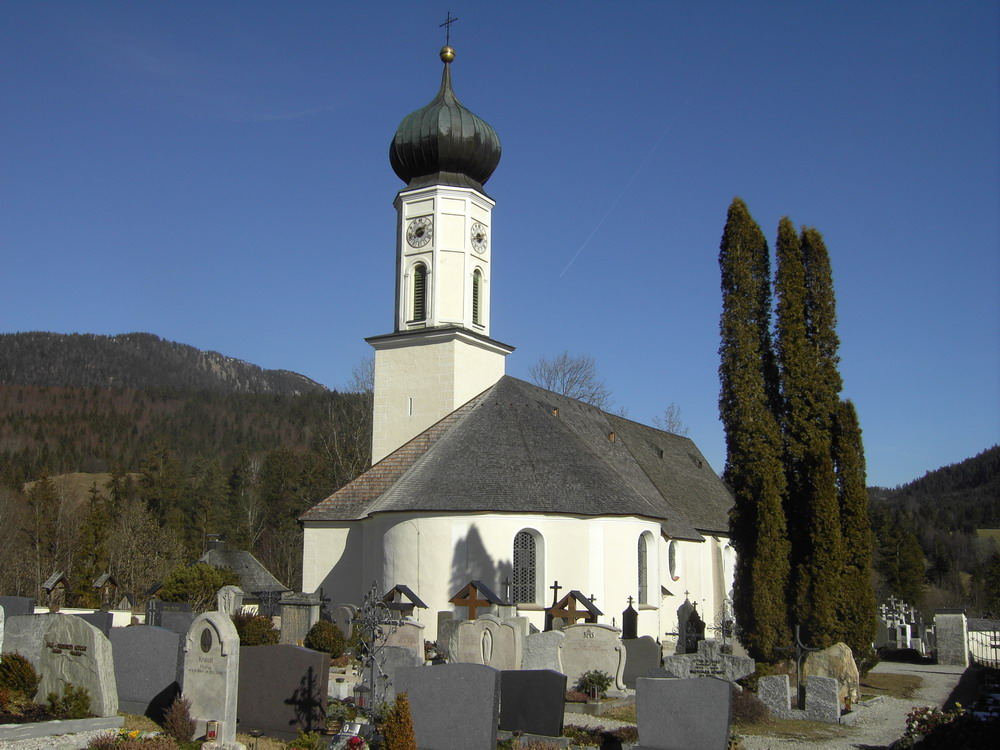
St. Nikolaus, Pfarrkirche von Jachenau

Im Jahr 1192 erteilte das Bistum Augsburg den Auftrag, in „Nazareth“ eine steinerne Kirche zu bauen. 1291, also 99 Jahre später, wurde die Kirche von Bischof Wolfhard von Augsburg dem heiligen Nikolaus als Hauptpatron geweiht. Nebenpatrone sind die Heiligen Peter und Paul. 1718 wurde im Westen der herzförmige Chor mit Oratorien und Sakristei angebaut. Zur gleichen Zeit wurde wohl der Altar von dem sonst üblichen Platz im Osten nach Westen verlagert. Die heutige Ausstattung der drei Altäre entstand im Zeitraum 1773/74. Den Hauptaltar schmückt ein Bild des heiligen Nikolaus in der Verehrung der Mutter Gottes. Die zwei Nebenaltäre sind der Maria Immaculata und den Heiligen Drei Königen geweiht.

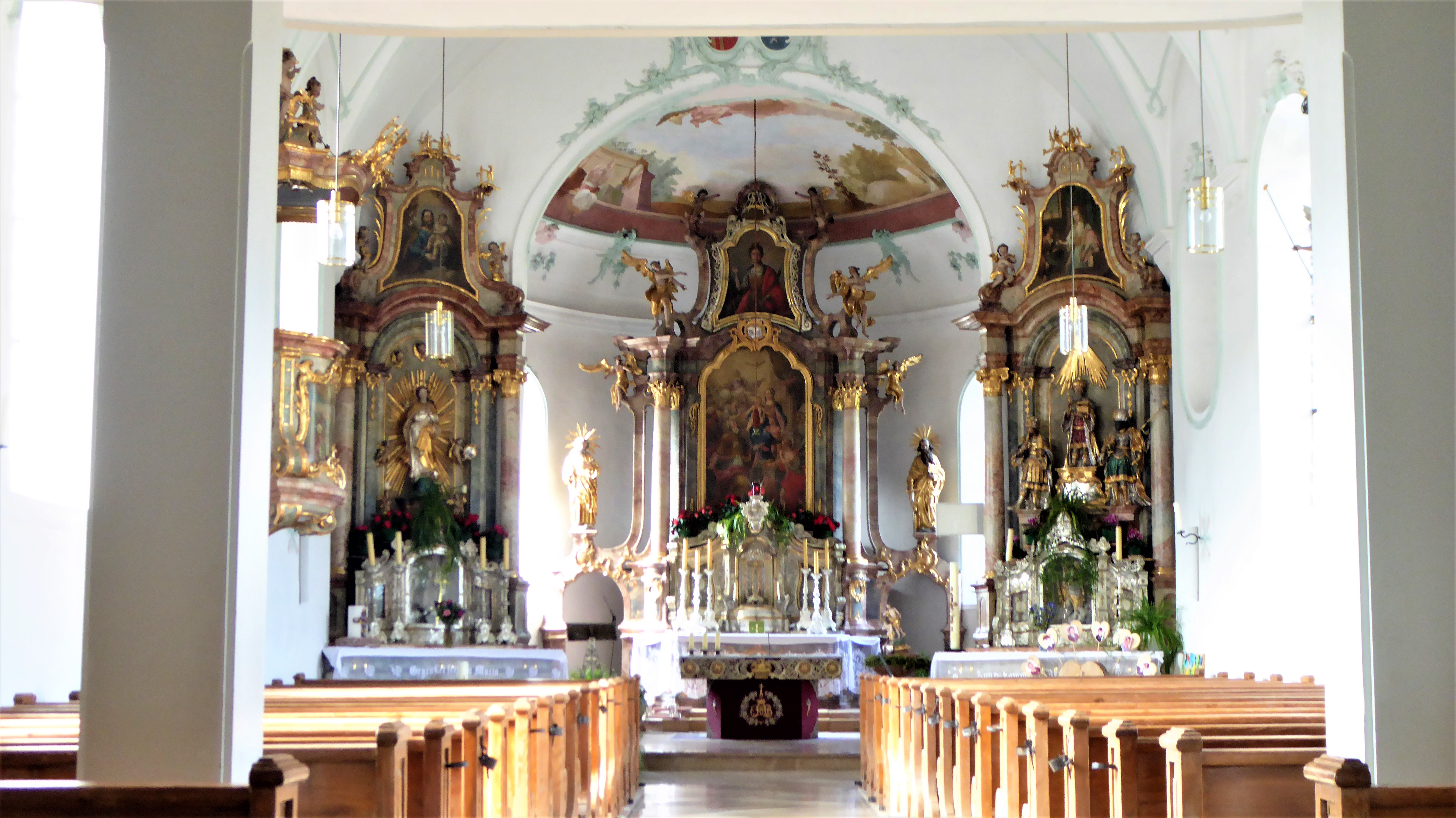
2017 Jachenau St (1)

Für Letztere existiert in Jachenau seit 1694 die „Bruderschaft der Heiligen Drei Könige“. Die spätbarocke Innenausstattung der Kirche aus dem letzten Viertel des 18. Jahrhunderts ist geprägt von den leichten Wessobrunner Stuckarbeiten im zarten Benediktbeurer Grün und den Deckenfresken des Alois Gaibler aus Kaufbeuren im Haupt- und Altarraum. Eines der Fresken zeigt den Apostel Paulus in Ephesus mit Neubekehrten, die ihre 'Zauberbücher' verbrennen (Apg. 19, Vers 19).

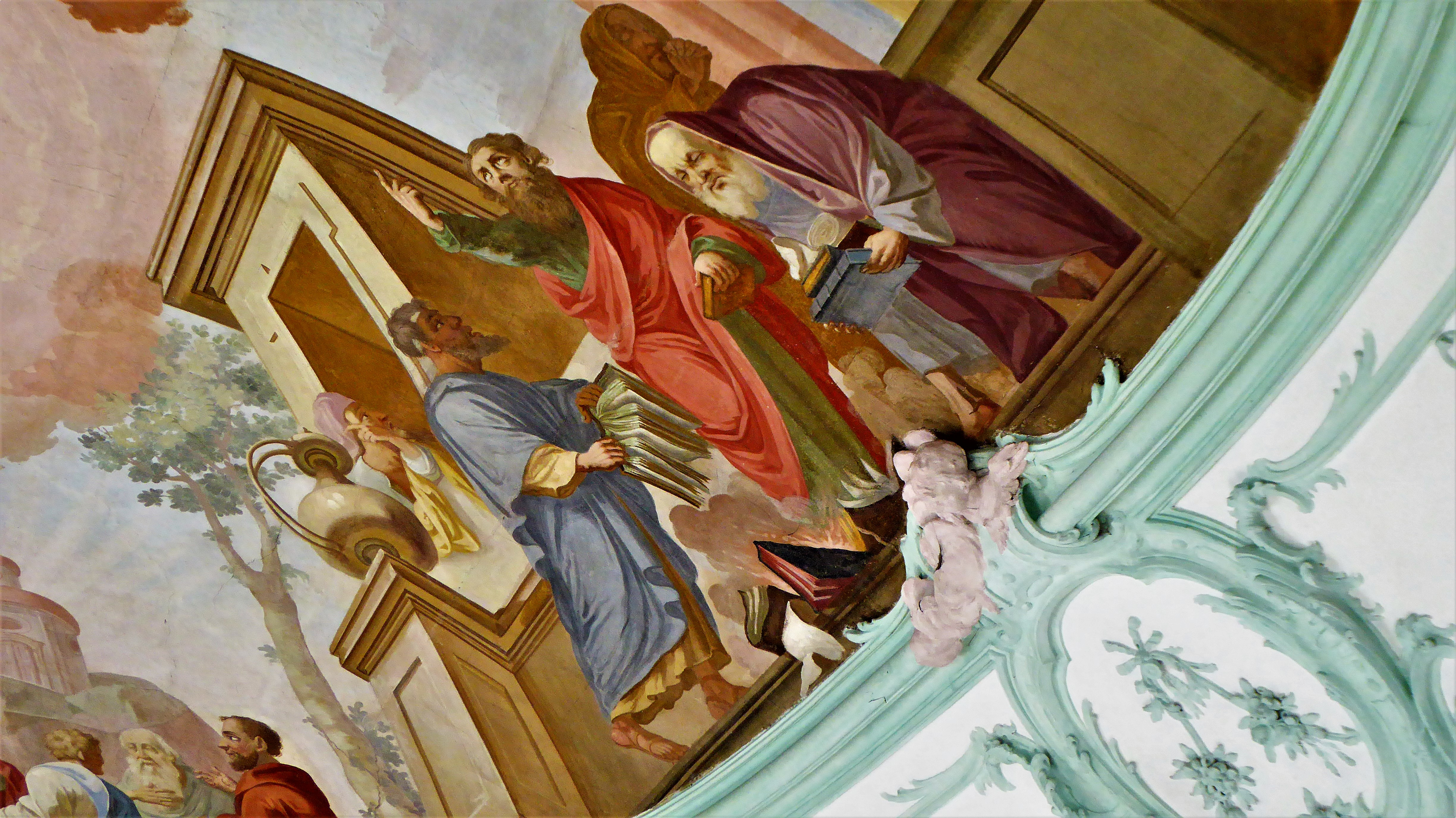
2017 Jachenau St (2)

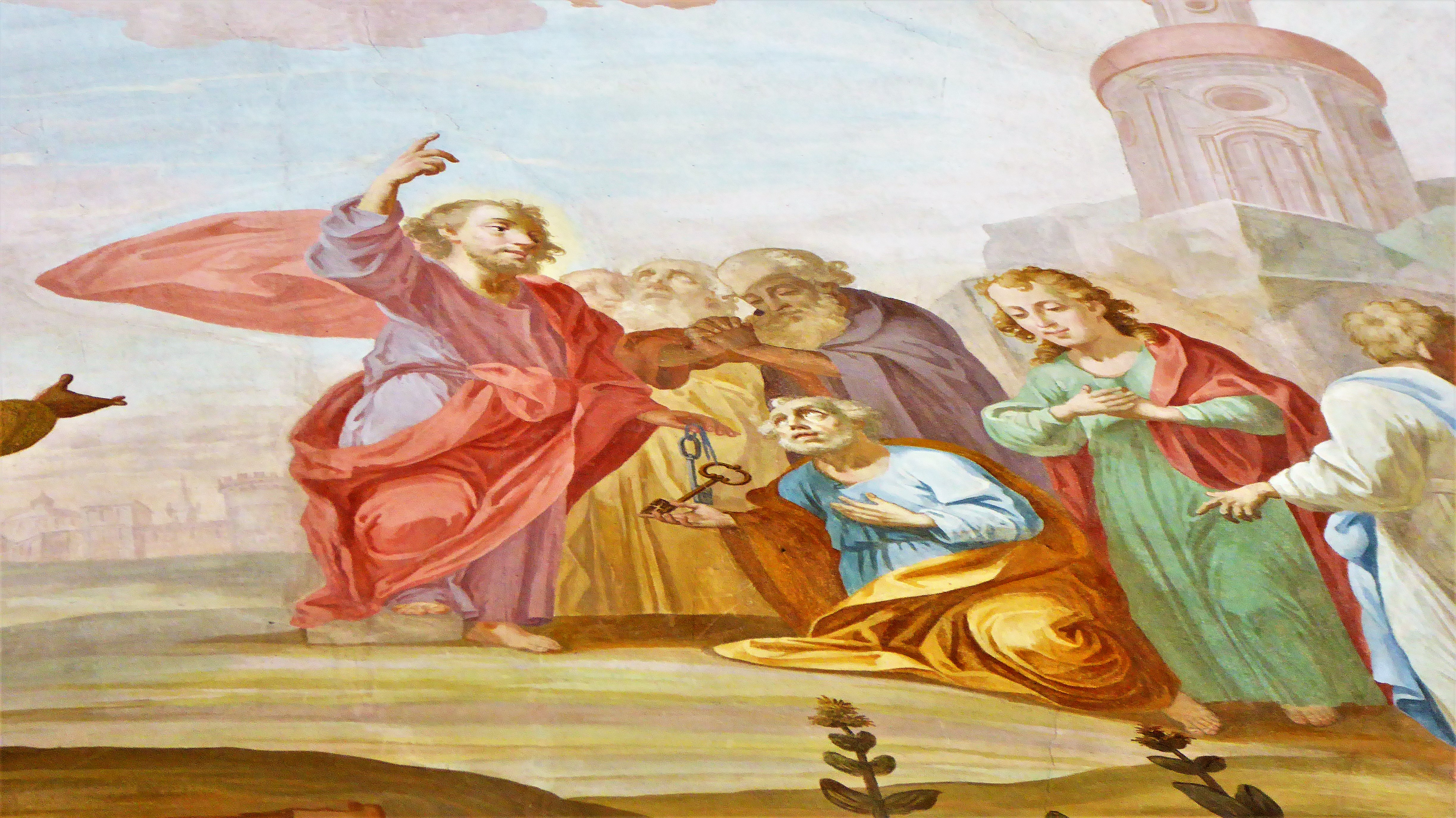
2017 Jachenau St (4)

1874 wurde der Kirchturm an der Ostseite abgerissen; an seiner Stelle entstand das „Vorzeichen“, der Eingang zur Kirche. Gleichzeitig entstand auf der Nordseite ein neuer Kirchturm mit quadratischem Sockel, achteckigem Glockenturm und Zwiebelhaube. Ältestes Zeugnis in der Kirche ist ein Fresko aus dem 14. Jahrhundert in einer Nische an der mittelalterlichen Chorwand neben dem Beichtstuhl, das einen rotgewandeten, knienden Mann darstellt; gegebenenfalls eine personifizierte Seele betend vor der Himmlischen Mauer in Jerusalem.
Das moderne Orgelwerk von 1982 wurde von Gerhard Schmid aus Kaufbeuren geschaffen. Das Geläut besteht aus fünf Glocken der Glockengießerei Oberascher in den Tönen d′ – fis′ – a′ – h′ – d″ und ertönt im D-Dur-Quintsextakkord.
Jachenau, bis zur Säkularisation 1803 immer vom Kloster Benediktbeuern oder den Pfarrern von Kochel seelsorgerisch betreut, ist seit 1806 selbständige Pfarrei.

### Kunst
In den Jahren 1904, 1905 und 1908 hielt sich der Maler Franz Marc immer wieder auf der Bergstaffelalm unter dem Rabenkopf bei seinem Freund, dem Senner Hans Müller, auf und schmückte Herd und Wände der Almhütte mit Fresken.

## Persönlichkeiten

### Söhne und Töchter des Dorfes
- Kaspar Amort der Ältere (1612–1675), Maler
- Johannes Nar (1890–1964), Theologe
- Hans Orterer (* 1948), Militärmusiker
- Claudia Gudelius (* 1951), Ärztin und Schriftstellerin
- Elisabeth Willibald (* 1996), Skirennläuferin

### Personen, die vor Ort gewirkt haben
- Ferdinand Feldigl (1861–1928) Schullehrer in Jachenau 1882–1891, Schöpfer des Liedes Die schöne stille Jachenau
- Rupert Egenberger (1877–1959), Sonder-, Heilpädagoge
- Marietta Uhden (1968–2014) brach 2001 in Jachenau den damaligen Weltrekord im Schwierigkeitsklettern der Damen. Als erste Frau weltweit kletterte sie eine Route im Bereich des elften Schwierigkeitsgrades: die Route Sonne im Herzen am Achselstein (XI-/8c+).

## Sonstiges

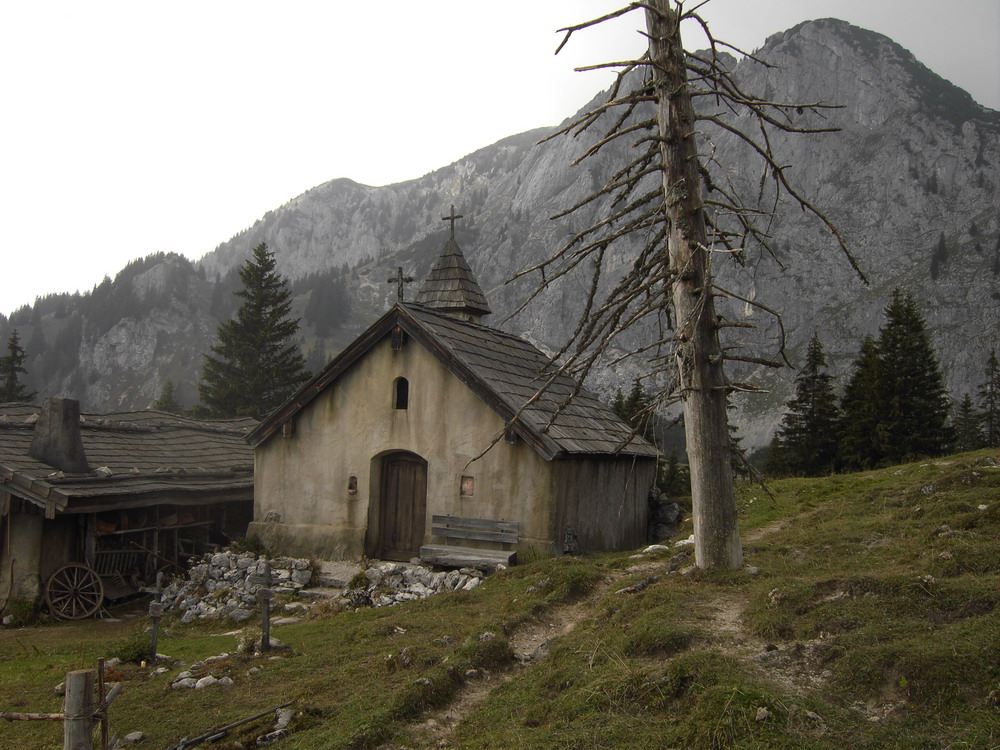
Die Vordere Scharnitzalm im Herbst 2007 als Kulisse für den Kinofilm Der Brandnerkaspar

Aufgrund ihrer landschaftlichen Schönheit ist die Jachenau immer wieder Objekt für Dokumentarfilme oder Hintergrund von Spielfilmen der Filmschaffenden aus dem nahen München. So wurden in der ersten Hälfte des Oktobers 2007 Szenen des Brandner Kaspar mit Michael Herbig durch den Regisseur Joseph Vilsmaier auf den Scharnitz-Almen gedreht. Dazu waren sowohl die Vordere wie auch die Hintere Scharnitz-Alm sehr aufwendig zu einem Bergbauerndorf mit einer kleinen Kirche einschließlich Friedhof umgestaltet worden. Einzelne Jachenauer übernahmen Komparsenaufgaben. Ebenso diente die Sachenbacher Bucht am Walchensee bereits 1960 für einen Film mit historischer Thematik als Drehort der Serie Tales of the Vikings / The Bull mit Christopher Lee. Im Sommer 2008 drehte der Regisseur Michael Herbig in der Sachenbacher Bucht Wickie und die starken Männer. Zu diesem Zwecke wurde dort ein Wikingerdorf mit weiterer Ausstattung errichtet. Nach eingehender europaweiter Suche hatte man diesen Drehort erwählt.
Der Journalist und Dokumentarfilmer Otto Guggenbichler, der 1953 mit einer volkskundlichen Dissertation über die Jachenau promoviert wurde, schildert in seiner filmischen Dokumentation die Situation zu Beginn der 1970er Jahre.